# 56088 Wuheng
56088 Wuheng è un asteroide della fascia principale. Scoperto nel 1999, presenta un'orbita caratterizzata da un semiasse maggiore pari a 2,6184281 UA e da un'eccentricità di 0,1577493, inclinata di 13,25848° rispetto all'eclittica.